# ناصر قنديل
ناصر موسى قنديل (1958 - ) هو صحافي لبناني، وعضو برلمان سابق ، ورئيس مركز وكالة أخبار الشرق الجديد. يُعرف بمواقفه الداعمة لمحور المقاومة في المنطقة.

## مسيرته
- أحد مؤسسي المؤتمر الدائم للعلمانيين اللبنانيين الذي يرأسه المطران غريغوار حداد عام 1986.
- تأثر بأفكار الأحزاب اليسارية والناصرية، وانضم لـ «رابطة الشغيلة» عام 1975 والقيادة المركزية حتى عام 1989.
- ناضل في سبيل الإصلاح السياسي والاقتصادي والاجتماعي ويكافح من أجل العدالة والمساواة والتضامن.
- شارك عام 1978 أثناء الاجتياح الإسرائيلي لجنوب لبنان في أعمال مقاومة لبنانية خلف خطوط الاحتلال.
- شارك في القتال على محاور الجبهة الجنوبية من بيروت أثناء الاجتياح الإسرائيلي للبنان عام 1982 وخصوصاً في معارك مطار بيروت الدولي.
- تولى مهام التنسيق السياسي في الاعداد لانتفاضة 6 شباط 1984 التي حررت العاصمة بيروت من القوات المتعددة الجنسيات وادت إلى إسقاط اتفاق 17 أيار
- ربطته بالرئيسين العماد إميل لحود ونبيه بري علاقة سياسية متينة، كما أظهر تعاطفًا كبيرًا مع الحركات الراديكالية الفلسطينية.
- نائب لبناني سابق مقرّب من حركة امل وحزب الله وسوريا، داعم للمقاومة.
- وثق علاقاته مع حركة «أمل» وعمل مستشاراً لرئيس المجلس الإسلامي الشيعي الأعلى الشيخ (الراحل) محمد مهدي شمس الدين.
- انتخب نائبًا في البرلمان اللبناني في دورة العام 2000 على لائحة الرئيس رفيق الحريري وانضم إلى كتلته البرلمانية عن المقعد الشيعي في مدينة بيروت، قبل أن ينفصل عنه ويستقل في خطه السياسي ونهجه ورؤيته الوطنية والقومية.
- في إطار نشاطه النيابي كان مقررًا للجنة الإعلام والاتصالات وعضوًا في لجنة الشؤون الخارجية والمغتربين.
- عضو كتلة قرار بيروت ومقرر لجنة الاعلام والاتصالات النيابية وعضو لجنة الشؤون الخارجية.
- أحد مؤسسي منتدى الحوار الاهلي الحكومي عام 2001 الذي يعنى بإدارة الحوار بين الحكومة ومؤسسات المجتمع المدني حول القضايا الساخنة.
- حائز على مركز أحد الأوائل الاربعة لأفضل خطاب نيابي في مناقشات الموازنة حسب استطلاع رأي مركز الدراسات الدولية للمعلومات لعام 2003 والمنشور في جريدة النهار اللبنانية.

## أعلامي
- تولى أثناء انتفاضة شباط 1984 الاشراف على وزارة الاعلام والتلفزيون الرسمي.
- أنشأ جريدة الدنيا «الحقيقة» (1985) واسس إذاعة المقاومة عام 1985 وإذاعة «صوت المقاومة الوطنية» عام 1987.
- ساهم في تأسيس «تلفزيون المشرق» عام 1988.
- شغل موقع رئيس تحرير صحيفة الديار عام 1990، ورئيس مركز كون للدراسات الاستراتيجية.
- أشرف على أول بث فضائي لبناني جامع للمؤسسات التلفزيونية أثناء العدوان الإسرائيلي في نيسان 1996 ومجزرة قانا تحت اسم «اخبار لبنان».
- اختير إلى عضوية «المجلس الوطني للاعلام المرئي والمسموع» فور تأليفه في 7 أيار (مايو) 1999 مدعوماً من رئيس مجلس النواب نبيه بري،
- انتخب نائبًا للرئيس سنة 1995، وترأسه في 11 حزيران (يونيو) 1999حتى عام 2000 موعد انتخابه نائباً عن العاصمة بيروت.
- حائز على المركز الأول لأفضل اعلامي لعام 2000 في استطلاع رأي مركز ماء داتا عن دوره كرئيس لمجلس الاعلام وكمحاور اعلامي أثناء تحرير الجنوب.
- حائز على المركز الأول لأفضل اعلامي لعام 2001 في استطلاع رأي الشبكة الوطنية للإرسال عن ادائه كمحاور تلفزيوني.
- أطلق في أكتوبر 2011 شبكة توب نيوز الإخبارية

رئيس تحرير جريدة «البناء» التابعة الحزب السوري القومي الاجتماعي
له قناة سياسية على يوتيوب اسمها «ناصر قنديل » يحلل فيها استراتيجيا المنطقة العربية وخصوصا في الهلال الخصيب
 

## نشاطه
- أسس مركز الدراسات الاستراتيجية «كون» عام 1991
- عضو شرف في جمعية الاجتماع العالمية - كوريا.

## مؤلفاته
- «6 شباط الثورة التي لم تنته» في تأريخ احداث الانتفاضة عام 1984 التي حررت بيروت من القوات المتعددة الجنسيات.
- «نحو فهم أدق لإشكالية الإسلام المسيحية الماركسية» حوارات مع السيد محمد حسين فضل الله والمطران غريغوار حداد عام 1985.
- «هكذا تفجر البركان» عن احداث اليمن عام 1986.
- «ماذا يجري في موسكو؟» عن مقدمات الانهيار في الاتحاد السوفياتي عام 1987.